# Hrvoje Šarinić
Hrvoje Šarinić (Sušak, 1935. február 17. – Zágráb, 2017, július 21.) horvát politikus, építész. 1992. augusztusa és 1993. áprilisa között a Horvát Köztársaság miniszterelnöke volt.

## Élete
Hrvoje Šarinić 1935-ben született a Fiume melletti Sušakban. Apja Marijan Šarinić, anyja, Vila Marunić volt. Šarinic apja a két világháború között Sušak újjáépítésével gazdagodott meg. A „Šarinićeva kava” nevű kőbánya tulajdonosa, a Horvát Parasztpárt (HSS) tagja és Sušak polgármestere volt, amely tisztségben az olaszok érkezése után is megmaradt. A második világháború végén (a hivatalos jelentés szerint) öngyilkos lett. Az új kommunista hatalom posztumusz a nép ellenségének nyilvánította, a család vagyonát pedig elkobozták. Édesanyja később hozzáment a kiváló építészhez, Leo Babićhoz.
A gimnázium elvégzése után Hrvoje beiratkozott a Zágrábi Egyetem Építészmérnöki, Építőmérnöki és Geodéziai Karára, a hídépítő szakra, ahol 1962-ben szerzett építészmérnöki diplomát. A diploma után a zágrábi Hidroprojekt cégnél helyezkedett el, ahonnan 1962-ben Franciaországba küldték szakirányú posztgraduális képzésre. A tervezett három hónapi tartózkodásból azonban 25 év lett. 1963 és 1987 között Párizsban élt és dolgozott és a horvát mellett a francia állampolgársággal is rendelkezett. Első nagy munkája egy bordeaux-i atomerőmű építése volt, amelyet 1971-ben vett át. Három évvel később, 1974 és 1980 között az ottani rezsim elleni gazdasági szankciók ellenére két atomerőmű építését irányította Fokváros térségében (Dél-Afrikai Köztársaság). Eközben 1980-tól 1984-ig Zágrábban honosított franciaként egy atomerőművek építését tervező céget képviselt, kevés sikerrel.
Ezt követően 1984-ben a legnagyobb marokkói építőipari vállalat igazgatójaként Casablancában dolgozott. Beszélt és írt franciául, olaszul és angolul. 1987-ben miután visszavonult az egész Šarinić család visszatért Zágrábba.

## Politikai tevékenysége
Politikai pályára 1989-ben lépett. A Horvát Demokratikus Közösség (HDZ) alapító tagjaként az első horvátországi demokratikus választások után Franjo Tuđman személyi titkári lett. Az 1992-es parlamenti választások után augusztus 7-én a Horvát Demokratikus Közösség (HDZ) tagjaként miniszterelnök lett, amelyet 1993. április 3-ig töltött be. Ekkor Tuđman elnök úgy döntött, hogy leváltja és Nikica Valentićet nevezte ki a helyére. Miniszterelnökként tett gyakori kijelentéseit, miszerint továbbra is Franjo Tuđman politikáját folytatja az újságírók és a közvélemény nem fogadta örömmel, és előtérbe került a makrogazdasági elmélet és gyakorlat gyenge ismerete.
A Dalmacijacementtel történt botrány után, amikor a média azzal vádolta, hogy jutalékot vett át egy olasz partnertől lemondott, és a Nemzetbiztonsági Hivatal élére került. Hrvoje Šarinić volt a horvát tárgyalócsoport vezetője a lázadó szerbekkel folytatott tárgyalásokon. Utólag elismerte, hogy titokban tízszer találkozott Slobodan Milošević-csel. Ő volt a Horvát Köztársaság UNPROFOR-ral való kapcsolatokért felelős bizottságának a vezetője is. Később kétszer tért vissza a Horvát Köztársasági Elnöki Hivatal élére. Megvádolták az ún. az „isztriai ipszilon” ügyben, amikor egy isztriai út építésével kapcsolatban a francia Bouygouse céggel egy rendkívül kedvezőtlen szerződést kötött Horvátország számára. Az 1990-es évek végén kiszorult Franjo Tuđman elnök közeli munkatársainak köréből (az elnöki hivatal új vezetője Ivica Kostovic lett, aki Franjo Tudjman elnök haláláig maradt ebben a pozícióban). Franjo Tuđman elnök halála és a 2000-es választások után Mate Granić-csal, Vesna Skare-Ozbolttal és Josko Morić-csal együtt kilépett a HDZ-ből és megalapította a Demokratikus Centrumot.
1999-ben jelentette meg Svi moji tajni pregovori sa Slobodanom Miloševićem 1993–1995 (Titkos megbeszéléseim Slobodan Milošević-csel 1993–1995) című könyvét. 2017. július 21-én hosszas és súlyos betegség után Zágrábban, a Sveti Duh Klinikai Kórházban hunyt el. A zágrábi Mirogojban temették el, öt nappal halála után, 2017. július 26-án.

## Családja
Feleségétől Erikától három fia született: Marija (autóbalesetben meghalt), Marko és Andrej. 

## Fordítás
Ez a szócikk részben vagy egészben  a   Hrvoje Šarinić című horvát Wikipédia-szócikk ezen változatának fordításán alapul.  Az eredeti cikk szerkesztőit annak laptörténete sorolja fel. Ez a jelzés csupán a megfogalmazás eredetét és a szerzői jogokat jelzi, nem szolgál a cikkben szereplő információk forrásmegjelöléseként.